# Michail Nikolaevič Lopatin
Michail Nikolaevič Lopatin, (in russo: Михаил Николаевич Лопатин) (16 giugno 1823 – Mosca, 6 dicembre 1900), è stato un avvocato e scrittore russo.

## Carriera
Nel 1847 si laureò presso la Facoltà di Giurisprudenza dell'Università di Mosca. Nel 1850 andò a servire presso il senato di Mosca, dove ha ricoperto diverse posizioni fino ad arrivare alla carica di segretario capo. Nel 1866, durante le riforme del sistema giudiziario di Alessandro II, è stato nominato Vice Presidente del tribunale distrettuale di Mosca, nel 1870 divenne membro della Corte di Giustizia di Mosca e nel 1883 è stato nominato presidente della Corte di Giustizia di Mosca. Dopo molti anni di servizio, Lopatin andò in pensione con il grado di consigliere segreto.
Come giudice, Lopatin era un ardente sostenitore delle riforme giudiziarie di Alessandro II, che promuoveva l'uguaglianza di fronte alla legge, il rispetto per la personalità umana, l'indipendenza della magistratura e la partecipazione di una giuria in tribunale.
Oltre alla magistratura, Lopatin era noto per la sua opera letteraria. I suoi articoli con lo pseudonimo di M. Yurin, venivano pubblicati su riviste e opuscoli. Alcuni di loro erano dedicati ai temi della riforma giudiziaria e altri su questioni sociopolitiche. Nei suoi articoli Lopatin sosteneva l'emancipazione dei contadini alla terra, ha combattuto per la conservazione della comunità contadina e criticato il costituzionalismo inglese. In generale, le sue opinioni erano vicini alle idee del slavofili.

## Matrimonio
Sposò Ekaterina L'vovna Čebyšëva (1827-1910), sorella di Pafnutij L'vovič Čebyšëv. Ebbero sei figli:
- Nikolaj Michajlovič (1854-1897)
- Lev Michajlovič (1855-1920)
- Aleksandr Michajlovič (1859-1934)
- Vladimir Michajlovič (1861-1935)
- Michail Michajlovič (morto durante l'infanzia)
- Ekaterina Michajlovna (1865-1935)

## Morte
Lopatin mantenne rapporti di amicizia con molte persone eccezionali del suo tempo. Organizzava serate dove si discuteva di questioni scientifiche, filosofiche e sociopolitiche, opere letterarie e persino si svolgevano opere teatrali. Casa sua era uno dei luoghi più popolari nella Mosca pre-rivoluzionaria. Morì il 6 dicembre 1900 a Mosca.